# Lưu Nghiệp Anh
Lưu Nghiệp Anh là một xã thuộc tỉnh Vĩnh Long, Việt Nam.

## Địa lý
Xã Lưu Nghiệp Anh có vị trí địa lý:
- Phía đông giáp xã Trà Cú và Tập Sơn.
- Phía tây giáp thành phố Cần Thơ, ranh giới là Sông Hậu.
- Phía nam giáp xã Hàm Giang.
- Phía bắc giáp xã Tân Hòa và Hùng Hòa.

Xã Lưu Nghiệp Anh có diện tích 54,62 km², dân số năm 2025 là 29.658 người, mật độ dân số đạt 542 người/km².

## Hành chính
Xã Lưu Nghiệp Anh được chia thành 8 ấp: Chợ, Long Hưng, Long Thuận, Lưu Cừ I, Lưu Cừ II, Mộc Anh, Vàm, Xoài Lơ.

## Lịch sử
Ngày 15 tháng 10 năm 2019, Hội đồng Nhân dân tỉnh Trà Vinh ban hành Nghị quyết 157/NQ-HĐND về việc sáp nhập ấp Vịnh vào ấp Long Hưng.
Ngày 16 tháng 6 năm 2025, Ủy ban Thường vụ Quốc hội ban hành Nghị quyết số 1687/NQ-UBTVQH15 về việc sắp xếp các đơn vị hành chính cấp xã của tỉnh Vĩnh Long năm 2025. Theo đó, sắp xếp toàn bộ diện tích tự nhiên, quy mô dân số của xã An Quảng Hữu và Lưu Nghiệp Anh thành xã mới có tên gọi là xã Lưu Nghiệp Anh.
Sau khi sáp nhập, xã Lưu Nghiệp Anh có 54,62 km² diện tích tự nhiên và dân số 29.658 người.